# Одра Сисачка
Одра Сисачка је насељено место у саставу Града Сиска, Хрватска.

## Становништво
На попису становништва 2011. године, Одра Сисачка је имала 823 становника.

## Попис1991.
На попису становништва 1991. године, насељено место Одра Сисачка је имало 1.006 становника, следећег националног састава:
| Попис 1991.‍   | Попис 1991.‍  | Попис 1991.‍ | Попис 1991.‍ | Попис 1991.‍ |
| ------------- | ------------ | ----------- | ----------- | ----------- |
|               |              |             |             |             |
| Хрвати        | Хрвати       |             | 929         | 92,34%      |
| Срби          | Срби         |             | 34          | 3,37%       |
| Југословени   | Југословени  |             | 4           | 0,39%       |
| Муслимани     | Муслимани    |             | 2           | 0,19%       |
| Чеси          | Чеси         |             | 2           | 0,19%       |
| Црногорци     | Црногорци    |             | 1           | 0,09%       |
| неопредељени  | неопредељени |             | 11          | 1,09%       |
| непознато     | непознато    |             | 23          | 2,28%       |
| укупно: 1.006 |              |             |             |             |